# Jonstruplejren
Jonstruplejren blev opført i 1953 som uddannelsessted for Hæren, og efter færdiggørelsen overdraget til det nyoprettede Flyvevåbnet. Lejren har siden da huset mange forskellige enheder. Militæret nedlagde lejren i 2016, og ejendommene blev overdraget til Freja ejendomme.
Lejren er beliggende i Ballerup Kommune og opkaldt efter byen Jonstrup, der huser lejren.
Tidligere er Jonstruplejren fejlagtigt blevet forbundet med Schalburgkorpset under 2. verdenskrig. Dette skyldes muligvis at korpset havde hovedkvarter på Høveltegaard og at Sommerkorpset holdt til ved det nærliggende Walgerholm.

## Enheder på Jonstruplejren
I perioden fra overtagelsen og frem til 2000 uddannede Flyvevåbnet deres konstabler her. Først under navnet Flyvevåbnets Mathskole (1953-1960), siden Flyvevåbnets Konstabelskole (1960-1977), og senest Flyvevåbnets Specialskole (1977-2000).
De fleste af skolens praktiske opgaver lå på den nu nedlagte Flyvestation Værløse 2 km fra lejren. I 2000 flyttede skolen således også til Flyvestation Værløse, men efter dennes nedlæggelse i 2004, blev skolen lagt ind under Flyvevåbnets Førings- og Operationsstøtteskole (FFOS, i 2009 omdøbt til "Air Force Training Center" (AFTC)) på Flyvestation Karup.
Siden 1995 har Flyvevåbnets Officersskole haft lokaler her. Flyvevåbnets linjeofficerer får den akademiske del af deres uddannelse på skolen. Forsvarets officersuddannelser blev i 2011 akkrediteret som professionsbacheloruddannelser, men allerede i 2014 blev uddannelsen omlagt igen og akkrediteret som en diplomuddannelse. Skolen blev i 2014 organisatorisk underlagt Forsvarsakademiet og i slutningen af 2016 flyttede skolen ind på Svanemøllens Kaserne, hvor den er beliggende i dag.
Forsvarets Rekruttering (tidligere Forsvarets Værnepligt og Rekruttering) har siden 2003 afprøvet mange af ansøgerne til forsvarets uddannelser.
Endvidere har to hjemmeværnsdistrikter haft til huse her. Først Flyverhjemmeværnet distrikt Øst (1986-2010) og siden Hjemmeværnsdistrikt Københavns Vestegn (2011-).

## Ekstern henvisning
- Kontaktofficer Børge Neerdals artikel om Jonstruplejren Arkiveret 4. februar 2014 hos  hos Archive.is

|  | Denne artikel om en bygning eller et bygningsværk kan blive bedre, hvis der indsættes et (bedre) billede. Du kan hjælpe ved at afsøge Wikimedia Commons for et passende billede eller lægge et op på Wikimedia Commons med en af de tilladte licenser og indsætte det i artiklen. |

55°45′14.8″N 12°20′44.92″Ø / 55.754111°N 12.3458111°Ø